# Blazoane ale familiilor boierești din țările române

## Familii boierești din Basarabia

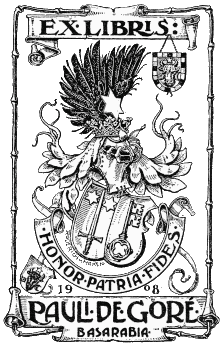
Familia Gore
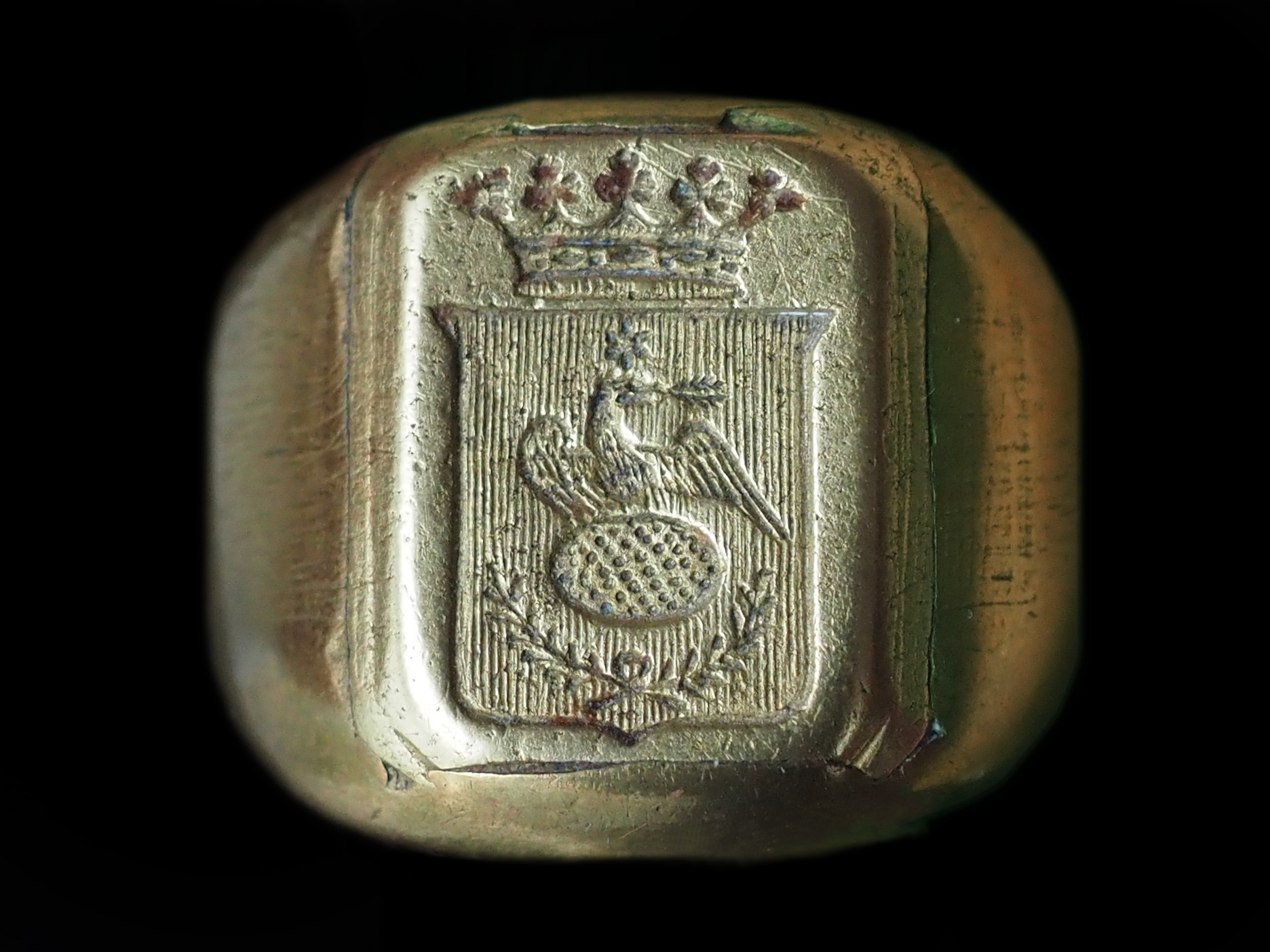
Blazonul familiei Râșcanu pe un inel de alamă cu sigiliu al lui August Râșcanu fiul lui Teodor Râșcanu, circa 1890.

## Familii boierești din Bucovina

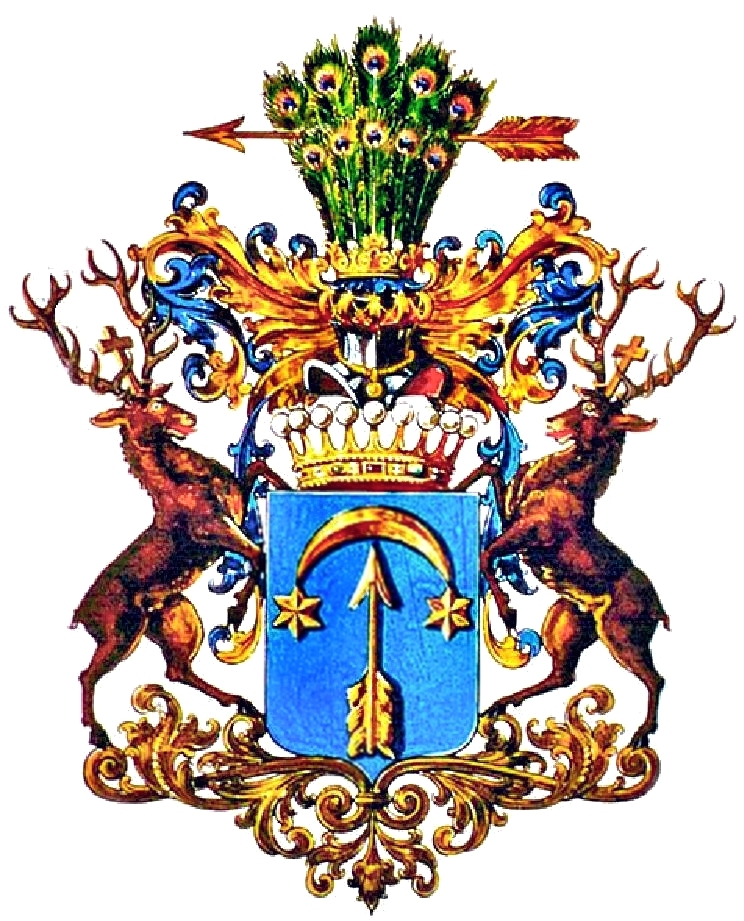
Blazonul familiei Wassilko de Serecki(Vasilco-Serețchi)

## Familii boierești din Moldova

Blazonul familiei Mușatinilor
Blazonul familiei Carp
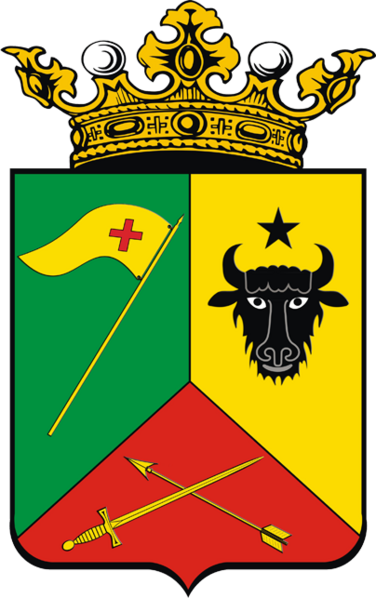
Blazonul familei Hâjdău (Haşdeu)
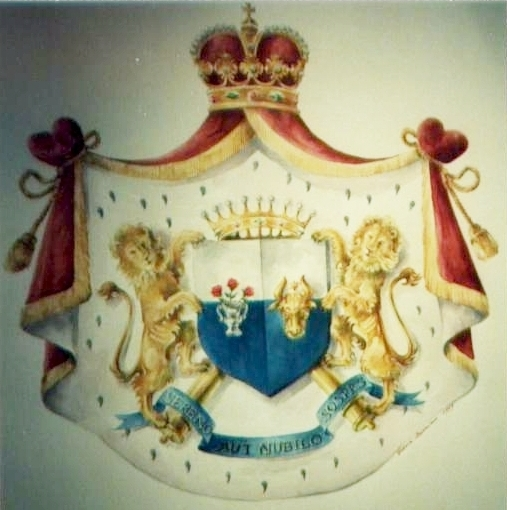
Blazonul familiei Rosetti
Blazonul familei Răducanu Rosetti
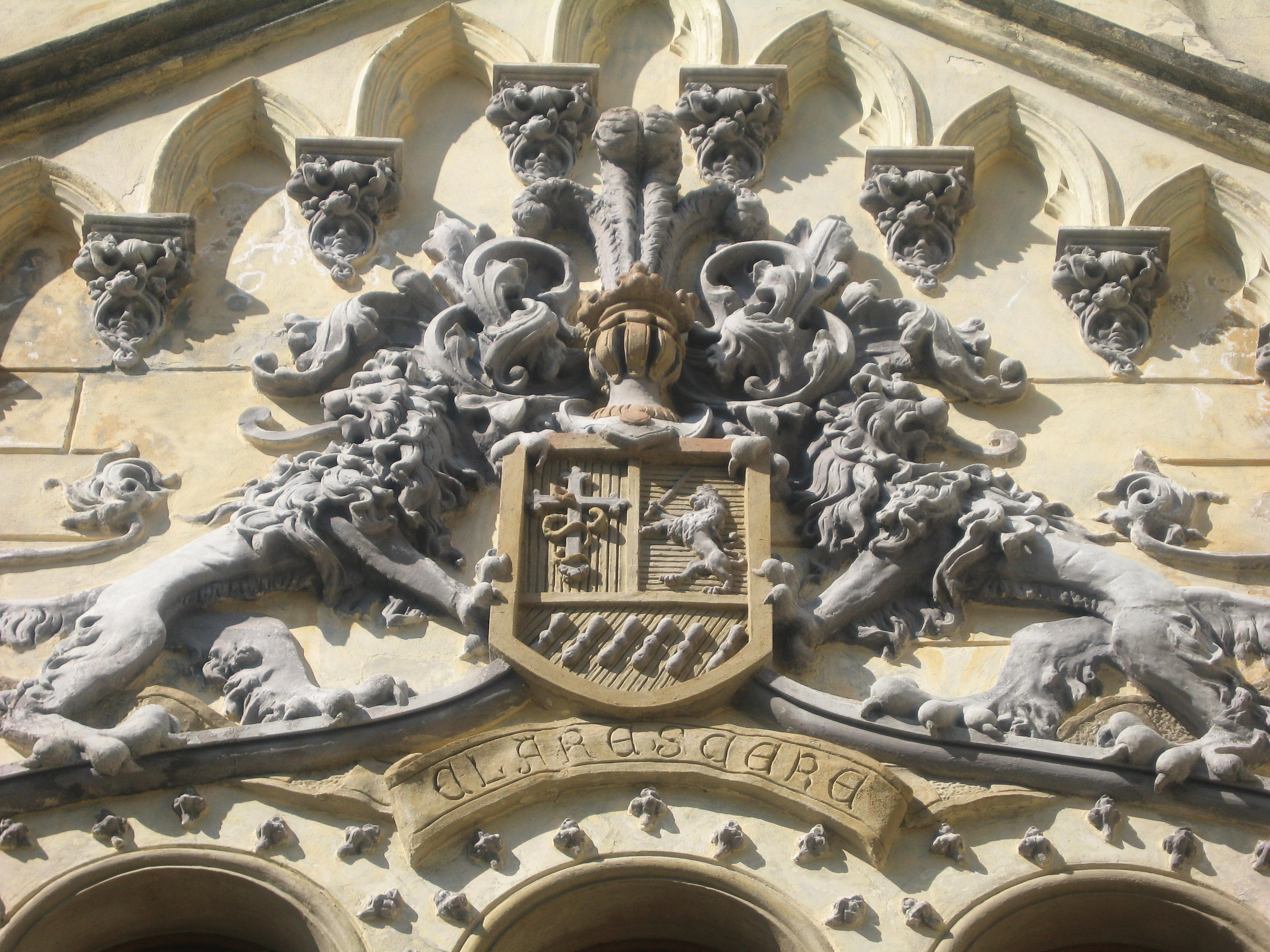
Blazonul familiei Sturdza la castelul de la Miclăușeni
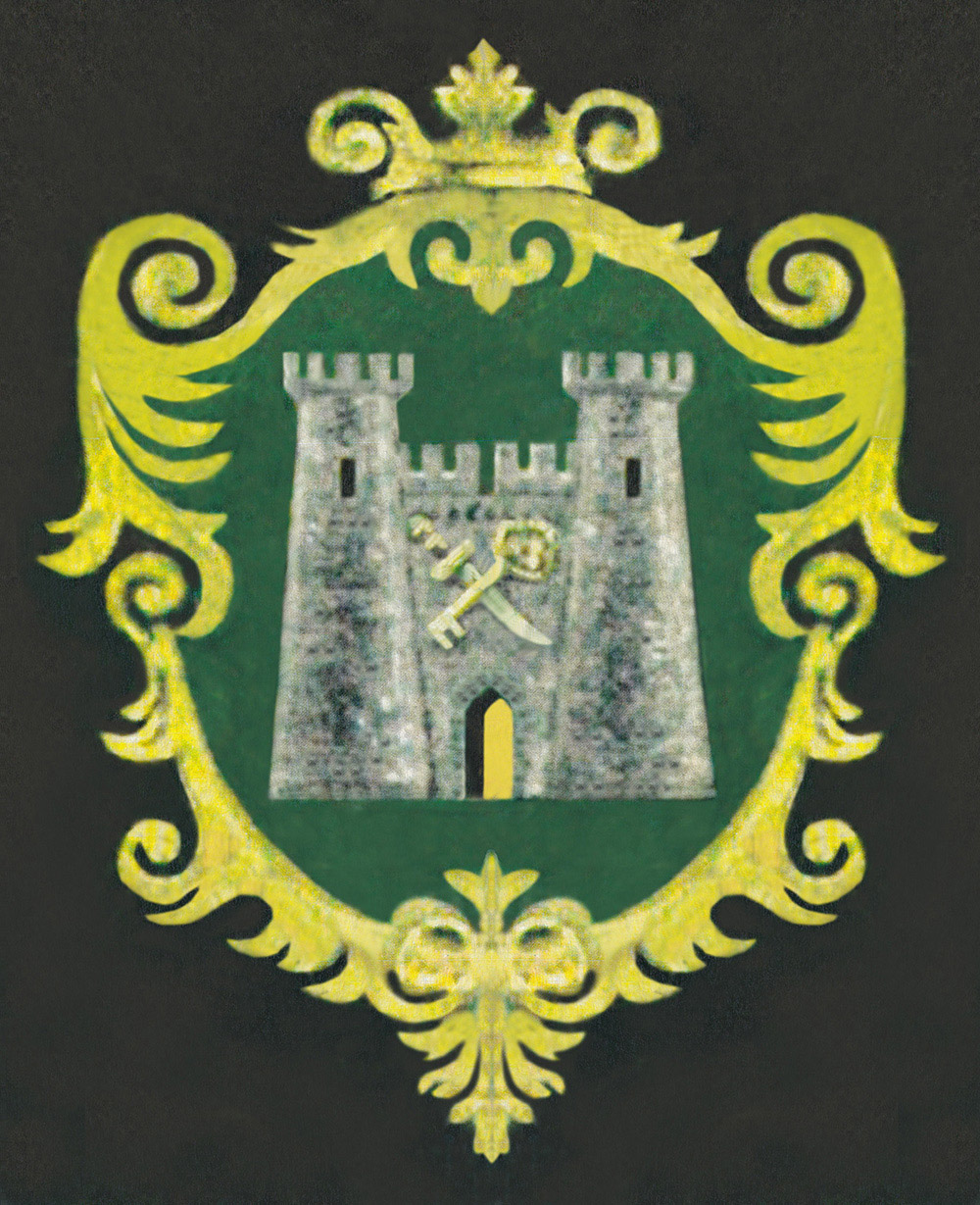
Blazonul familiei Miclescu
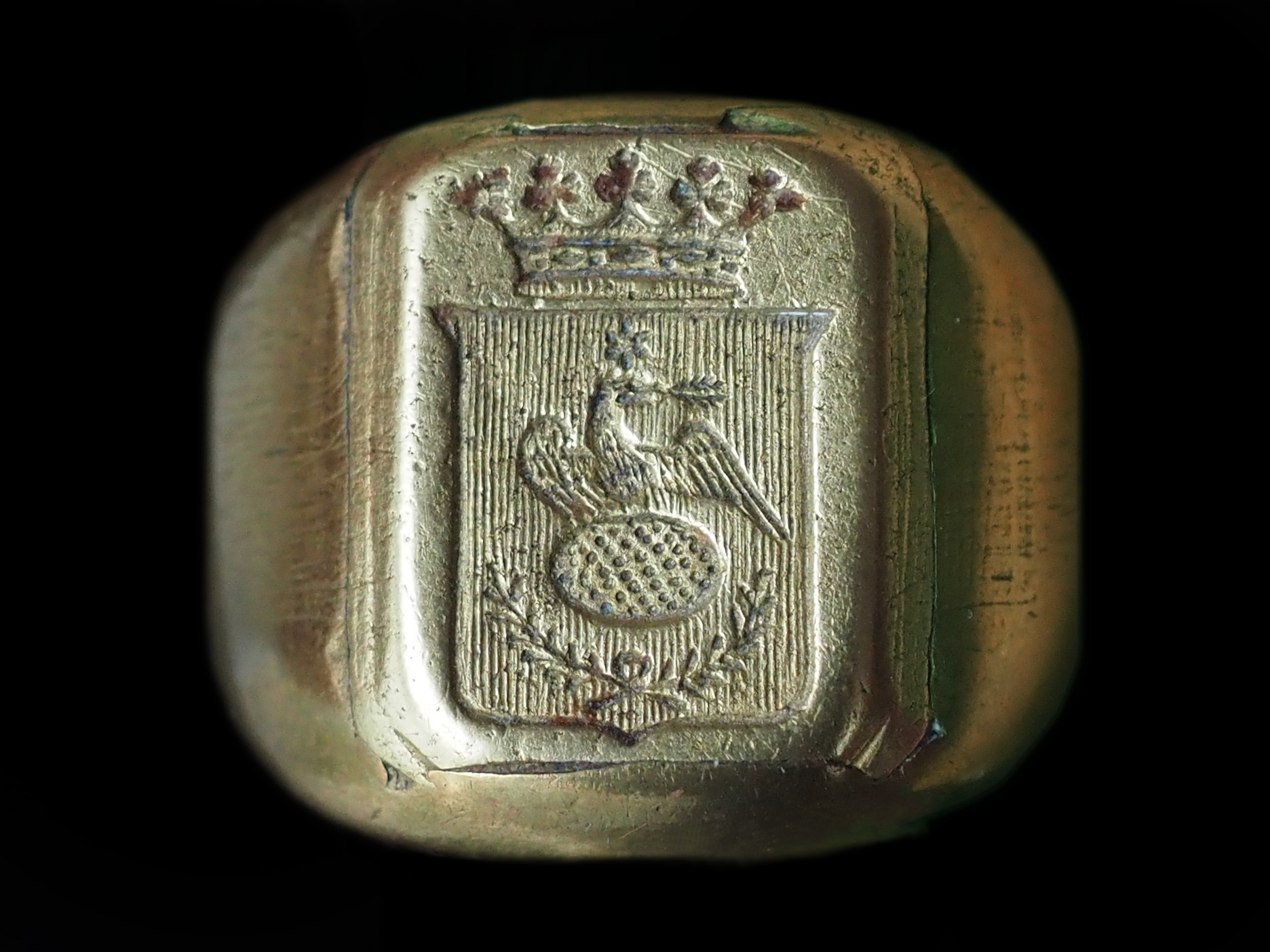
Blazonul familiei Râșcanu pe un inel de alamă cu sigiliu al lui August Râșcanu fiul lui Teodor Râșcanu, circa 1890.

## Familii nobile din Transilvania

Familia Huniade

## Familii nobile din Maramureș

Blazonul familiei Dragos de Bedeu si Giulești
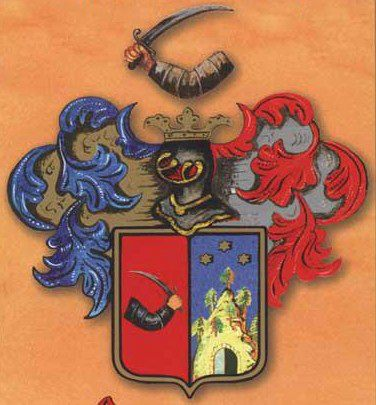
Blazonul familiei Iuga de Saliște,de remarcat brațul orientat spre dreapta semn al trădării față de coroană(descălecatul)
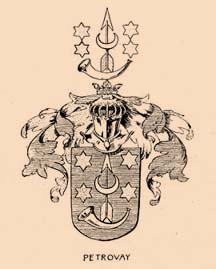
Blazonul Familiei Petrovay
Blazonul Familiei Iurca de Călinesti
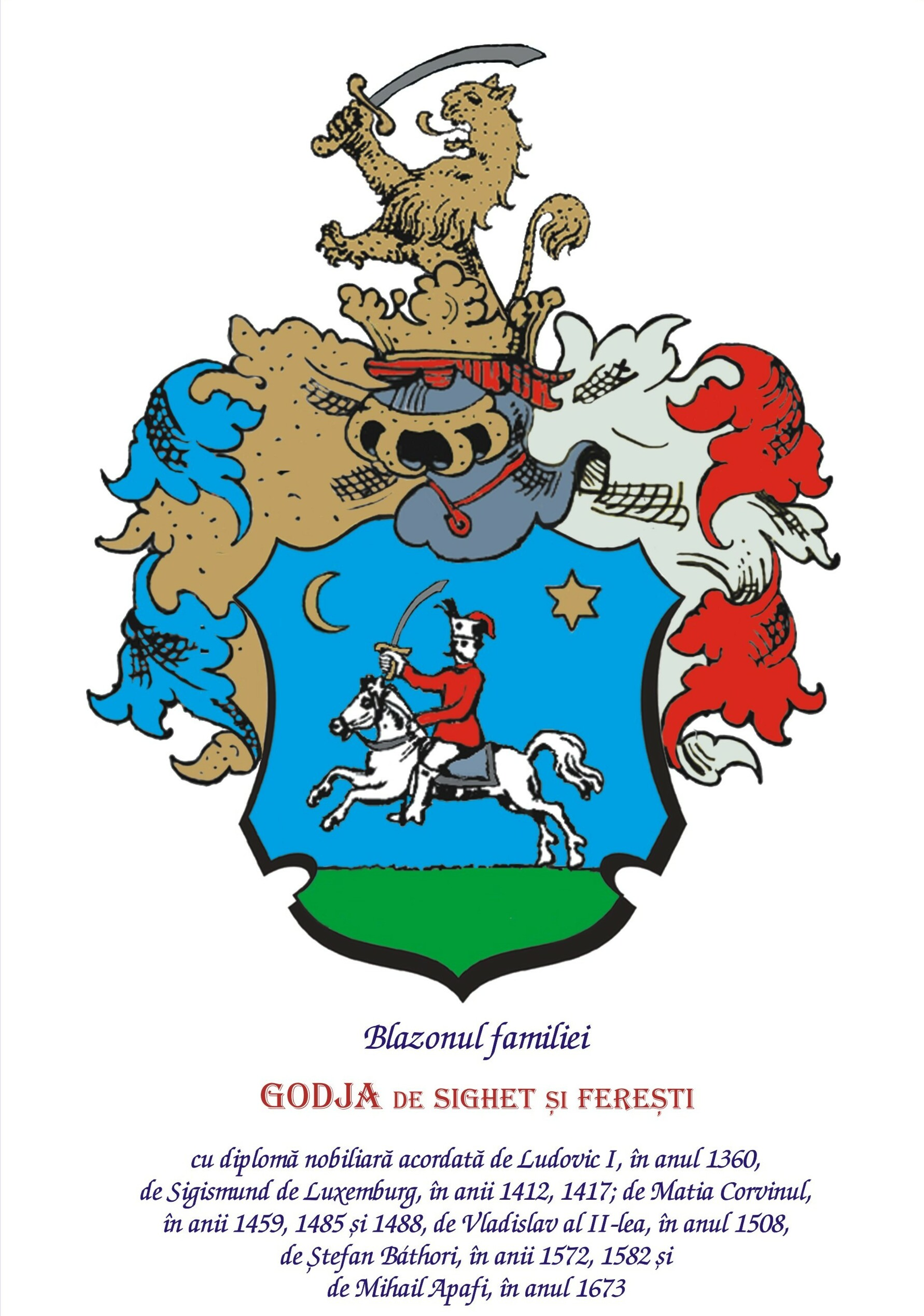
Blazonul familiei Godja de Sighet și Ferești
Blazonul Familiei Mihalyi de Apsa
Blazonul Familiei Dan de Apsa
Blazonul Familiei Bârsan de Bârsana
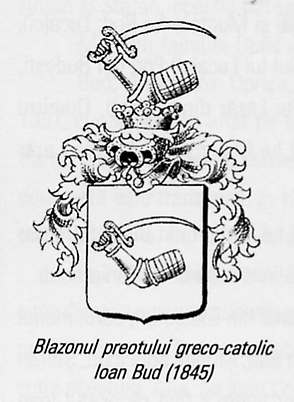
Blazonul familie nobile Bud de Budești

### Familii nobile din Țara Oașului

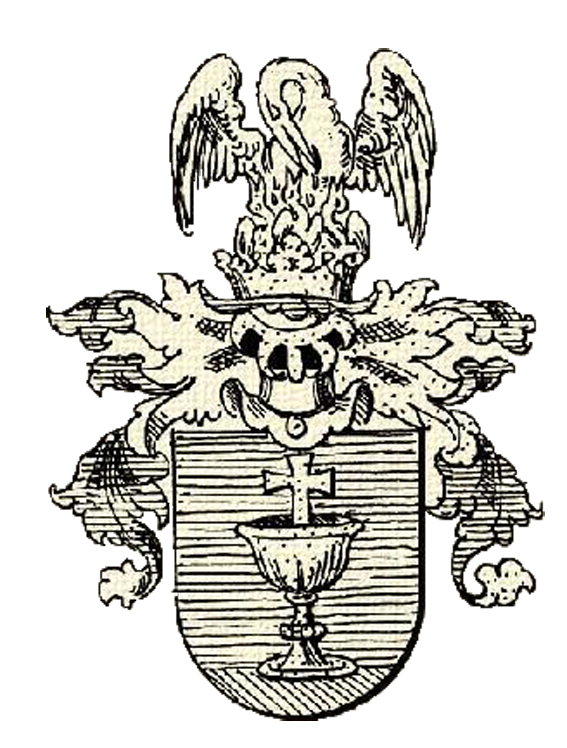
Blazonul familiei nobile Pop de Negrești și de Turț

## Familii boierești din Țara Românească

Familia Gigurtu
Familia Magheru
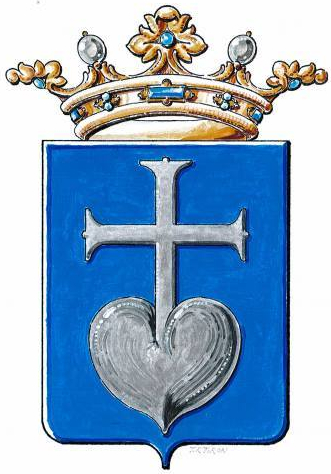
Familia Mărgărit din Târgoviște